# 박영택
박영택(朴英澤, 1899년 10월 12일 ~ 1968년 2월 13일)은 일제강점기와 한국전쟁 당시까지 부산 지역의 경제인이며, 1954년 박영학원을 설립한 교육인이다.

## 약력
- 1899년 10월 12일 현재의 부산광역시 연제구 연산동 밤대마을에서 출생(5남 1녀 중 장남)[1]
- 유년기 초급 한문을 습득하고, 동래군 읍내에 설치된 동명학교에서 근대식 교육을 받음[2]
- 1912년 4월 5일 목포상업학교(5년제) 입학[3]
- 1918년 2월 25일 목포상업학교 졸업, 귀향 후 중매결혼[4]
- 1919년 1월 5일 고향에서 청년회 조직, 주민 교화사업 및 문맹 퇴치사업 시작[5]
- 1921년 2월 일본제국의 부산 지역 도로확장공사(7개년 계획)에 참여(초량동, 좌천동, 영주동 일대)[6]
- 1923년 동래온천 개발로 관부연락선을 타고 들어오는 일본인 휴양객을 운송하는 운송사업 시작[7]
- 1924년 10월 부평동 공설시장에서 면포상회 개업[8]
- 1937년 3월 부산면포합자회사 설립, 회장 취임[9]
- 1938년 이후 초량동, 부산진, 연산동 일대의 토지 구입[10][주 1]
- 1940년 아들이 일본 강산현 흥양관중학교로 유학하여 학부모 자격으로 일본 교육기관 시찰[11]
- 1945년 광복 이후 당시까지의 사업체 전면 철수[12]
- 1946년 12월 1일 부산대동연료연구공업사 설립[13]
- 1950년 7월 5일 부산정미제분공장(범일동 소유지 부근) 및 부산정비제분조합 설립[14]
- 1951년 8월 최두고와의 합자로 대한산업주식회사 설립(청과물, 농산물 유통)[15]
- 1952년 대한산업주식회사 폐업[16]
- 1952년 6월 20일 체육사범대학 병설 중 ·  고등학교 설립(최두고 운영 / 박영택 부지 제공, 이후 교명 문제로 결별)[17]
- 1954년 11월 8일 재단법인 박영학원 및 부산여자대숙 설립(기본 자산 7억환)[18]
- 1963년 1월 21일 부산여자대숙 폐교
- 1964년 3월 1일 부산여자초급대학 설립
- 1968년 2월 13일 범일동 자택에서 사망

## 일화
- 부산여자대학(현 신라대학교)의 연산캠퍼스 조성 당시 건축 사업장에 구부러져 버려진 못을 일일이 주워 망치로 펴서 근로자에게 돌려주며 근검절약을 강조[19]
- 신년 세배를 하려고 온 친지 학생들에게 세뱃돈 대신 전차표를 나눠주며 근검절약을 강조[20]

## 교육관
- "학술의 심오한 탐구와 그 응용방법을 학생들에게 잘 가르치고 동시에 지식을 교수하고 인격을 도야하여 사회 발전에 기여할 수 있는 참 지도자를 양성하는 것이 교육의 목적이다."[21]

## 참고
1. ↑  당시 사들인 토지는 자성대 주변의 해안 요지의 땅 1만평, 부산진시장 남쪽의 토지 2만여평, 중앙동에서 범일동, 서면을 잇는 간선도로 주변 초량 지역에 위치한 대지 1만 5천여평을 구입하였다. 또 군용 수요를 위한 모직물 방직회사인 조선방직회사가 있던 범일동 땅 1만여평을 구입하였으며, 당시 산간벽지와 같이 농사가 잘 되지 않았던 연산동 일대의 땅 2만여평을 헐값에 사들였다. 연산동 일대의 땅은 부산여자대학 부지로 활용된다.